# Paranebris bauchotae
Paranebris bauchotae és una espècie de peix de la família dels esciènids i de l'ordre dels perciformes.

## Hàbitat
És un peix marí, de clima tropical i demersal que viu fins als 12 m de fondària.

## Distribució geogràfica
Es troba a l'oceà Pacífic oriental central: Panamà.

## Observacions
És inofensiu per als humans.